# Мертень
Мерте́нь (рос. Мертень, чув. Хыркасси) — присілок у складі Маріїнсько-Посадського району Чувашії, Росія. Входить до складу Аксарінського сільського поселення.
Населення — 13 осіб (2010; 16 у 2002).
Національний склад:
- чуваші — 100 %